# Brusten är snaran
Brusten är snaran är en sång med text i tre verser av Sven Johan Ögrim och som sjungs till Nils Peter Möllers melodi Vindarnas kör. Melodin är mer känd med Henrik Menanders Arbetets söner:
Texten till Arbetets söner med dess politiska kampmotiv har tydlig inspiration från den kristna sången "Brusten är snaran", med dess helt annorlunda inriktning. Att melodin togs över gjorde detta ännu tydligare.

## Publicerad som
- Nr 319 i Musik till Frälsningsarméns sångbok 1907.
- Nr 227 i Frälsningsarméns sångbok 1929 under rubriken "Jubel, erfarenhet och vittnesbörd".
- Nr 244 i Frälsningsarméns sångbok 1945 under rubriken "Jubelsånger".